# صموئيل تي. كروكت
صموئيل تي. كروكت هو سياسي أمريكي، ولد في 28 نوفمبر 1890 في ويثفيل في الولايات المتحدة، وتوفي في 4 فبراير 1946 في شارلوتسفيل في الولايات المتحدة. نشط حزبياً في الحزب الديمقراطي. وقد انتخب عضو مجلس ولاية فرجينيا ‏.